# Rhoptromyrmex caritus
Rhoptromyrmex caritus é uma espécie de formiga do gênero Rhoptromyrmex, pertencente à subfamília Myrmicinae.